# 北美电话区号210和726

对应北美电话区号210的区域

电话区号210是北美电话区号计划中覆盖德克萨斯州圣安东尼奥及周边地区的电话区号。这是一个完全被区号830包围的飞地区号，类似于芝加哥的区号312，洛杉矶的区号213，堪萨斯州威奇托的区号316以及盐湖城的区号385和801。
该区号创建于1992年11月1日，是由原区号512分拆出来的。在此之前，512区号覆盖整个德州中南部地区，它是德州1947年电话分配区号之初的四个区号中最后一个被分拆的。
210区号原本是作为缓解奥斯丁-圣安东尼奥走廊交换机压力的长期解决方案。但是随着圣安东尼奥的快速增长以及移动电话、寻呼机的普及，四年之内210号码池即接近枯竭。这迫使210区号在1997年7月7日一拆为三。大部分比尔县地区仍留在210区号中，圣安东尼奥的郊区及Texas Hill Country被划分到830区号。南部区域则分配给了区号956。1997年的分拆使得圣安东尼奥成为少数几个跨两个区号的城市，以及仍然可以七位拨号的德州最大城市。
根据目前的预测，210区号将于2018年中旬耗尽，届时将会启用一个重叠区号（以及十位拨号的交换机）。为新区号启用的先期准备已于2015年6月开始，新的重叠区号将为区号726。